# Énergie à Singapour
Le secteur de l’énergie à Singapour est très développé, notamment car Singapour est un point important de transit et de raffinage pétrolier.

## Secteur pétrolier

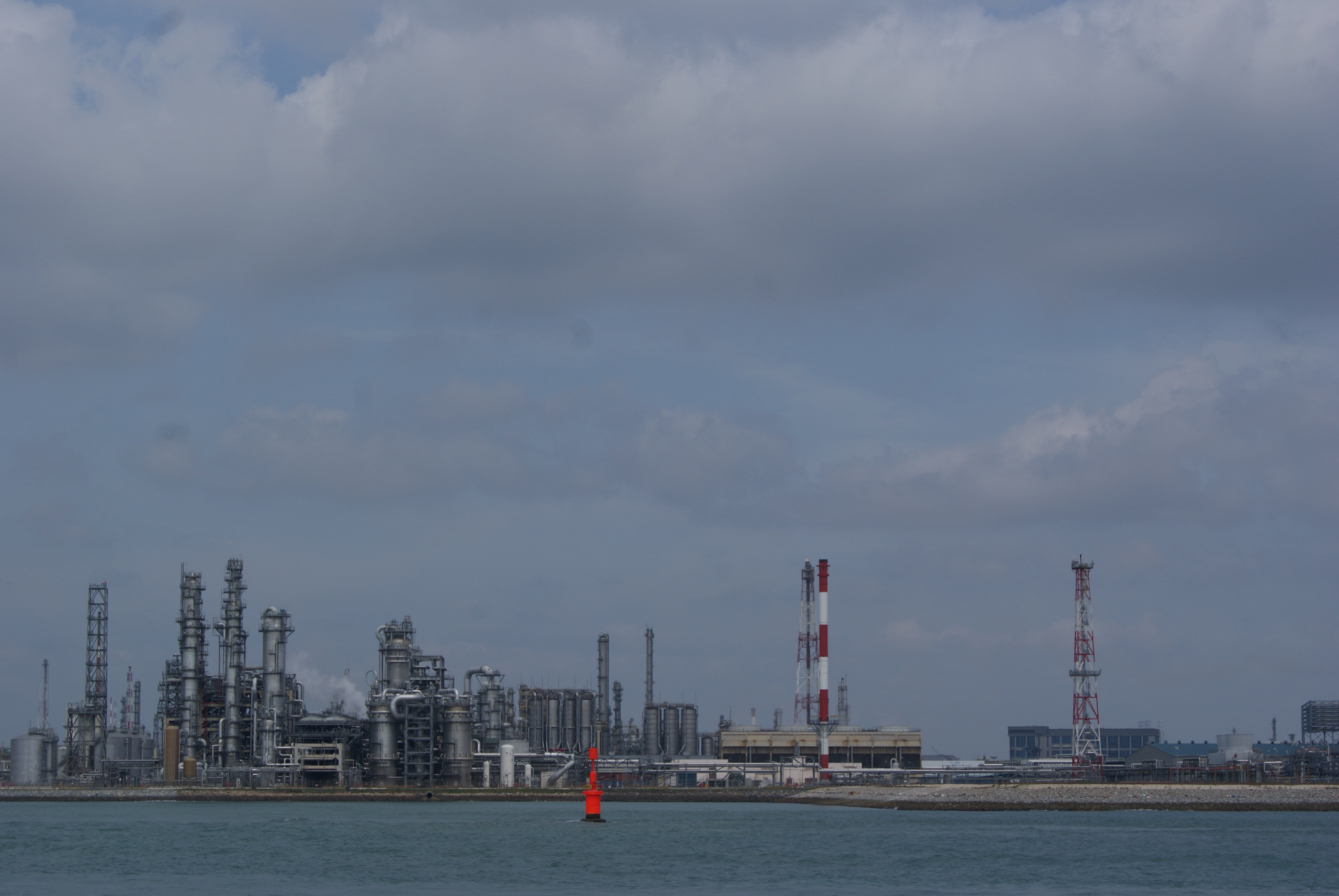
La Raffinerie de Jurong - Pulau Ayer Chawan sur l'île de Jurong.

Le petit territoire de Singapour ne possède aucune réserve de pétrole ou de gaz. Cependant, du fait de sa position géographique, Singapour occupe une place relativement importante sur la carte mondiale du pétrole en raison de son rôle de centre de raffinage : les trois grandes raffineries de l'État-Cité totalisent une capacité de 1.5 million de barils/jour. Deux tiers du pétrole brut importé par Singapour proviennent  des Émirats Arabes Unis, du Qatar, de l'Arabie Saoudite, et du Koweit.
Singapour possède le deuxième port mondial d'où une importante consommation de fioul marin : le ravitaillement des navires faisant escale à Singapour absorbe 41 Mt/an (environ 800 000 b/j) de fioul lourd.
Enfin notons que le détroit de Malacca où se situe le port de Singapour est, après le détroit d'Ormuz, le deuxième point de passage le plus important du trafic pétrolier mondial : plus de 15 millions de barils/jours y transitent.

## Secteur gazier
La consommation de gaz naturel a fortement augmenté à Singapour, passant de seulement 1.7 km³ en 2000 à 10.8 en 2014. Cette augmentation s'explique par la production d'électricité : l'Etat était alimenté par des centrales au fioul, qui ont été converties ou remplacées par des centrales au gaz, lequel assure désormais 95 % de la production électrique. Environ 88 % du gaz consommé l'est dans les centrales électriques, le reste principalement dans l'industrie.
Ce gaz provenait d'abord d'importations par gazoduc, venant d'Indonésie et de Malaisie. L'expiration progressive des contrats non renouvelés a incité Singapour à chercher une autre source d'approvisionnement, et un terminal d'importation de gaz naturel liquéfié a ouvert en 2013.

## Secteur électrique
Pratiquement toute l'électricité de Singapour est produite par des centrales tournant au gaz naturel, dont la plus importante est celle de Senoko, une centrale à cycle combiné de 3300 MW.
À côté des centrales à gaz, une petite partie de l'électricité est produite par des panneaux solaires, des centrales à pétrole et des incinérateurs de déchets.
La consommation électrique est de l'ordre de 50 TWh par an entre 2015 et 2020.